# Mineralno olje
Mineralna olja so olja, ki jih dobivajo kot stranski proizvod pri destilaciji nafte in jih pogosto uporabljajo v vzdrževanju motornih vozil kot motorna olja, sicer pa tudi v industriji v strojništvu. Mineralno olje sestavljajo zlasti alkani in ciklični alkani.
Sestava mineralnih olj je zaradi različnih dodatkov zelo različna, odvisna so od namena uporabe. Tako razlikujemo sledeče vrste mineralnih olj:
- Motorno olje je čisto mineralno olje za mazanje ali mineralno olje z raznimi dodatki proti koroziji, oksidaciji, z detergentno-dispergentnimi dodatki za mazanje bolj obremenjenih motorjev in motorjev z notranjim zgorevanjem.
- Olje za zobnike imenovano tudi hipoidno olje je mineralno olje z dodatki za ekstremne tlake, za mazanje hipoidnih in navadnih diferencialov ter menjalnikov.
- Olje za reduktorje je posebno olje z dodatki, ki preprečujejo rjavenje in obrabo, za močno obremenjene pogone, zlasti za čelne, stožčaste in polžaste prenosnike.
- Strojno olje je navadno rafinirano mineralno olje brez dodatkov. Uporablja se za pretočno mazanje in za oljne polnitve brez posebnih zahtev po kemijski stabilnosti.
- Cirkulacijsko olje je selektivno rafinirano mineralno olje z dodatki, ki preprečujejo staranje, penjenje in rjavenje. Uporablja se za mazanje zaprtih gonil, vakuumskih črpalk, kompresorjev ter kotalnih in drsnih ležajev.
- Cilindrsko olje je posebno kvalitetno olje, za mazanje valjev, ventilov, razvodnikov parnih strojev za različne temperature pare.
- Turbinsko olje je specialno rafinirano olje z dodatki, ki preprečujejo oksidacijo in rjavenje. Namenjeno je za mazanje vodnih, parnih in plinskih turbin ter za polnjenje cirkulacijskih sistemov in zaprtih gonil.
- Vretensko olje je lahko mineralno olje z dodatki, ki preprečujejo oksidacijo in rjavenje. Namenjeno je za mazanje drsnih ležajev, preciznih ležajev vreten obdelovalnih strojev z velikim številom vrtljajev.
- Olje za drsne ploskve je posebno olje z dodatki  proti visokim pritiskom in lastnostjo da naredi na kovinskih površinah močno oprijemljiv oljni mazalni film, za mazanje drsnih površin, zlasti vodil pri obdelovalnih strojih.

## Emulgirana olja za obdelavo kovin
Emulgirana olja so sestavljena iz mineralnih olj z dodatki emulgatorjev, ki pri mešanju z vodo dajo mlečne emulzije ali opalne do prozorne koloidne raztopine. Dodani so še konzervansi, protipenila, stabilizatorji pH vrednosti in omakala. Tradicionalno jih strojniki imenujejo tudi vrtalna olja.

### Lastnosti emulgiranih olj
Emulgirana olja so bistra, rumenkasto-rjave, opalescenčne barve, vsebujejo do 90% nizko-viskoznega rafiniranega olja naftenske osnove in dodatke. Pri temperaturi 20 °C morajo biti homogena. Pri segrevanju na 50 °C, se ne smejo želirati, obarjati ali razslojevati, pri 24-urnem ohlajanju na 15 °C se lahko zgoste, pri segrevanju na 20 °C pa morajo postati ponovno bistre in homogene tekočine. Zaradi svojega obnašanja pri redčenjih z vodo se delijo v dve skupini te sta;
Emulgirana olja z malo emulgatorji imajo večjo vsebnost mineralnih olj, ki dajejo v koncentracijah od 2% do 10% mlečne emulzije, dobro mažejo, se ne penijo, so manj stabilne, slabše omakajo, se hitreje izrabljajo, slabše izplakujejo ostružke, mastijo brusne kolute.
Emulgirana olja z več emulgatorji imajo manj mineralnih olj, dajo v koncentracijah 2% do 5% koloidne raztopine opalescenčnega ali prozornega videza, raztopine so stabilnejše, tvorijo tanjše filme, bolje ščitijo pred korozijo, bolje omakajo, ostružki se hitreje usedajo, bolje hladijo in so večinoma biološko razgradljiva.

### Okoljska nevarnost
Veliko emulgiranih olj se uporabi v kovinsko predelovalni industriji, zlasti za vrtanje, struženje, vrezovanje navojev, globoki vlek in še nekaj drugih operacijah. Uporabljenih olj ne smemo izpuščati v običajno kanalizacijo ker so okolju škodljiva. Delovni prostori, kjer se uporablja veliko teh olj morajo imeti zgrajen zaprt kanalizacijski sistem, čistilne naprave za olje in postavljen sistem rednih kontrol odpadnih tekočin.